# باسل عدرا
باسل عدرا (یا العدرا؛ عربی: باسل عدرا‎ یا باسل العدرا) فعال، وکیل و روزنامه‌نگار فلسطینی است. او تلاش‌های نیروهای دفاعی اسرائیل (IDF) برای اخراج روستائیان فلسطینی از کرانه باختری اشغالی و برخوردهای خشونت‌آمیز آنها با شهرک‌نشینان اسرائیلی را مستند کرده است.
عدرا فیلم مستند جز این سرزمین، جایی نیست (۲۰۲۴) را همراه با یووال آبراهام، روزنامه‌نگار اسرائیلی و دو فعال دیگر نوشت و کارگردانی کرد. این فیلم شرایط دشوار جامعه محاصره‌شده ماسافر یاتا را که عدرا در آنجا بزرگ شده، نشان می‌دهد. در فیلم، نیروهای اسرائیلی خانه‌ها را تخریب کرده و خانواده‌هایی را که نسل‌ها در آنجا زندگی کرده‌اند، به زور از خانه‌هایشان بیرون می‌کنند تا زمین را برای تمرینات نظامی تصرف کنند. فیلم در هفتاد و چهارمین جشنواره بین‌المللی فیلم برلین در سال ۲۰۲۴ به نمایش درآمد و جایزه تماشاگران پانوراما برای بهترین فیلم مستند و جایزه فیلم مستند برلیناله را برنده شد. در سال ۲۰۲۵، این فیلم جایزه اسکار بهترین فیلم مستند در نود و هفتمین دوره جوایز اسکار را دریافت کرد.